# 쓰즈키 료타
쓰즈키 료타(일본어: 都築 龍太, 1978년 4월 18일 ~ )는 일본의 은퇴한 축구 선수이다.

## 구단 경력
1997년 J1리그의 감바 오사카에 입단했다. 2002년까지 63경기에 출전. 2003년 우라와 레즈로 이적했다. 2010년까지 172경기에 출전하여, 2006년에 J1리그 우승을 차지했다. 2010년 6월 쇼난 벨마레로 이적했다. 2010년후 현역 은퇴.

## 국가대표팀 경력
그는 2000년 하계 올림픽에 참가할 일본 U-23 국가대표팀에 발탁되었다.
그는 2001년 FIFA 컨페더레이션스컵에 참가할 일본 국가대표팀에 발탁되었으며, 6월 4일 브라질와의 경기에서 데뷔했다. 그는 2009년까지 국제 A매치 통산 6경기에 출전했다.

## 통계
| 일본 | 일본 | 일본 |
| 연도 | 출전 | 득점 |
| ---- | ---- | ---- |
| 2001 | 2    | 0    |
| 2002 | 0    | 0    |
| 2003 | 0    | 0    |
| 2004 | 1    | 0    |
| 2005 | 0    | 0    |
| 2006 | 0    | 0    |
| 2007 | 0    | 0    |
| 2008 | 0    | 0    |
| 2009 | 3    | 0    |
| 통산 | 6    | 0    |